# 喧嘩番長3 全国制覇
『喧嘩番長3 全国制覇』（ケンカバンチョウ スリー ぜんこくせいは）は、スパイク（現：スパイク・チュンソフト）より2008年11月27日に発売されたPlayStation Portable用アクションアドベンチャーゲーム。
喧嘩番長シリーズ1作目の田中ヤスオや2作目の武田トモヤなど、登場されていた人物は全て一新されている。ただし千葉良夫のみ情報屋として前作に続き登場する。
前二作の主題歌に使用された嶋大輔の『男の勲章』に代わり、本作の主題歌にはTHE BLUE HEARTSの『TRAIN-TRAIN』が使用されている。
また、同時に喧嘩番長の実写版DVDが全国のコンビニエンスストアで限定発売された。
2009年11月10日には北米でも『Kenka Bancho: Badass Rumble』の題名で発売された。喧嘩番長シリーズの中で海外版が存在するのは本作のみである。
ソーシャルゲーム『喧嘩番長 全国制覇』は喧嘩番長#ソーシャルゲームにて扱う。

## 概要
「修学旅行に出席しないと卒業できない」と教師に脅され、嫌々ながら修学旅行先である郷都にやってきた坂本タカシは、全国47都道府県の番長たちと戦い、全国制覇を目指していく。

## ゲームシステム
京都をモデルにした架空の街・郷都を舞台に、集結した全国の番長たちと戦う流れとなる。
「男気」「メンチビーム」「啖呵合戦」といった基本的なシステムは前二作を継承している。なお、バイクなどの乗り物には乗れなくなり、フィールドは『喧嘩番長2 フルスロットル』のようなシームレスではなく1作目『喧嘩番長』と同じくマップ分けされたものとなっている。イベントシーンはハードの都合でフルボイスではなくなった。超必殺技は「地元スペシャル」と名を変え、各県毎に種類が違う必殺技が用意されている。また、啖呵合戦は方言を交えた「方言タンカバトル」となった。尚、今回は敵として襲いかかってくる場合に限り、女子生徒を殴っても男気は下がらなくなっている。
今作は前作までのように決まったストーリーを進めるのではなく、七日間と言う限られた期間をプレイヤーの思う通りに過ごす、自由度の高い構成となっている。前作同様、時間経過の概念が存在し、リアルタイムで時が流れる。ただし、前作のように24時間全てを自由に使える訳ではなく、一日は大きく9時から13時までの午前と13時から19時までの午後に分けられ、午前中は団体行動、午後は自由行動となる。午前の団体行動は参加すると行き先に応じたイベントが発生するが、バックレる（参加しない）ことも可能。自由行動では郷都の街を自由に探索可能で、あちこちにイベントや隠し要素が点在している。マップ間移動には距離に応じた時間が経過するため、一日の行動は限られており、19時になると自動的に旅館に帰ることになる。夜でもタイトル画面から「夜遊び」を選べば町に繰り出すことが可能だが、番長や不良には出会えず、さらに強力な敵（チンピラ（身長は優に2mを超えている））が徘徊している。
郷都には各都道府県の番長が修学旅行で集まっており、それぞれの高校のスケジュールに従って行動している。いつどこに現れるかは他県の旅のしおりを参照するなどして情報を集めなければ判らない。番長を見つけ出し、見事撃破すればその県を制覇したことになり、倒した番長を仲間にすることができる。なお、倒した番長が他県の番長を舎弟にしていた場合はその県も同時に制圧したことになる。今作では仲間を誘う際は必ずしもシブ（男気が高い）ければいい訳ではなく、相手との相性によってはシャバ（男気が低い）くなければならない場合もある。
七日目が終了するとエンディングとなる。従来通りクリアデータを読み込めば周回プレイが可能。今作は漢の器（主人公のパラメーター）も引き継がれる。集めた旅のしおりも引き継がれるため、周回を重ねれば重ねるほど全国制覇を達成しやすくなる。なお、漢の器上昇によるパラメーターアップの度合いが低めであり、技も強力なものはなかなか覚えられないようになっている。

## 登場人物
坂本タカシ（名前と学校名と出身地はニューゲーム時のみ変更可）
声 - 鬼塚真吾
18歳・羅針高校3年、同校番長。
本作の主人公。名前はデフォルトであり変更可能。
前作同様、髪型や服装もプレイヤーの好みで変更が可能だが、各種イラストなどではデフォルトの「オールバック」に中ラン、ドカンといった容姿で描かれている。
前二作の主人公と比べると今時の不良に近いイメージだが、曲がった事を嫌う男気のある性格は同様である。悪人面だが、ルックスが良いため「色男」などと呼ばれることがある。
沢北洋平
声 - 清水俊太郎
18歳・羅針高校3年、タカシの親友でクラスメイト。ムードメーカーでありトラブルメーカー。
藤沢真菜美
声 - 亀田留美
18歳・羅針高校3年、タカシのクラスメイトで本作のヒロインの一人。タカシに惚れており、彼を心配するが故に色々と口出ししている。その為、タカシはうざったがっているが最終的には渋々従っている。
近藤亜矢
声 - 北口千絵
17歳・郷都の「池田高校」に通う女子高生だが授業はバックれるが多い。あだ名はアーヤ。ヒロインの一人。琴音とは友達で、最初は琴音を暴漢から助けたタカシを暴漢と勘違いして蹴りを入れていた。
琴音
声 - 野村美甫
17歳・神七軒で修行中の舞妓（作中では『舞虎』と表記される）。学校には通っていない。本名は春日野鈴音。ヒロインの一人。暴漢に絡まれていたところをタカシに助けられる。両親は他界しているが芯はしっかりとしている。
影沼玲人
18歳・羅針高校3年、タカシのクラスメイトだが、タカシを初めとする不良を忌み嫌う、嫌味な性格の優等生。しかし風呂を覗きに来るなどの一面もある。真菜美に惚れている。
鈴木俊郎
羅針高校教諭。修学旅行に行かないと卒業を認めないとタカシを脅して郷都に来させた。あだ名はスズ菌。
古谷清
羅針高校教諭。鈴木に比べると温厚で生徒に理解のある性格。あだ名はキヨちゃん。
坂本隆次郎
声 - 寸石和弘
タカシの父。寺の住職をしているが、喧嘩が強く、不良の世界の礼儀に非常に詳しい。タカシに「旅行のついでに土産を買ってこい」と命じた。

### 新撰組
地元のツッパリたちを集めて結成された組織。修学旅行生の中で一番強い者にタイマンを挑む風習がある。過去10年間で負けたことは無い。
近藤勇
声 - 西山真史
18歳・郷都の「池田高校」の番長であり郷都連合トップ「新撰組」の11代目総番。現在、全国の頂点に君臨する男。亜矢の兄。
土方歳三
声 - 佐々木勝行
18歳・新撰組副長。カチコミや御法度などを嫌う秩序を重んじる性格。
沖田総司
声 - 野村淳一
新撰組のNo.3。近藤と土方が居ない間、池田高校の留守を任される。
伊東甲子太郎
声 - 中野仁史
池田高校の制服を着た男。タカシに土方を倒してくれと頼む。

### その他
千葉良夫
声 - 三宅一聖
極東戦国時代や極東連合と東関狂走連合の抗争にも関わっていたシリーズお馴染みの情報屋。タカシが宿泊する旅館のロビーにいる。初日にタカシと出会い、色々と情報を提供してくれる。
岩岡鉄男
声 - 野口拓男
通称ガンテツ。全国の不良たちから恐れられている郷都警察少年課の刑事。洋平や真奈美から本職の人間に間違えられた。琴音のことを知っている。
溝口誠
声 - Kay稲毛
ゲストで登場。喧嘩百段の男であり、全国制覇を目指す番長たちの噂を聞き自分も参戦しようと郷都にやってきた。

## 全国の喧嘩番長
主人公の出身県の番長は冒頭で戦う事になる。
- 北海道・羽二生熊十郎（はにゅうくまじゅうろう）:豪快かつ大らかな性格。ヒグマの一撃に耐えられるくらいタフらしい。本作に登場する番長の中で唯一、留年している。
- 青森県・葛西健吾（かさいけんご）:寡黙だが情に厚く誠実。喧嘩を売ることはないが売られた喧嘩は必ず買う。
- 岩手県・久慈京平（くじきょうへい）:内向的で無口な性格だが、物事を成し遂げようとする愚直さを持ち仲間からの信頼は厚い。
- 秋田県・草薙憲次（くさなぎけんじ）:一方的に人を殴るのが好きなサディストで、3度の飯より喧嘩が好き。
- 宮城県・相沢一朗（あいざわいちろう）:意見の会わない相手とはとことんぶつかり合う性格。服に対し異常な興味を示す。
- 山形県・星川拓也（ほしかわたくや）:争いは好まないが、売られた喧嘩を買い続けた結果、山形県の番長に上り詰めた。
- 福島県・宍戸亮二（ししどりょうじ）:自己中心的で融通の利かないエゴイストだが、舎弟は大事にする男。
- 茨城県・鬼沢篤志（おにざわあつし）:野心はないが、郷土愛の強い人物で茨城を「いばらき」と読まないと激怒する。
- 千葉県・篠塚直樹（しのづかなおき）:勝つためなら手段を選ばない冷血漢。地元の不良は最強と認めていないが相手にしたがる者はいない。
- 栃木県・阿久津淳哉（あくつじゅんや）:慎重な性格で、喧嘩をする際もリスクをできるだけ取り除いてからやっている。
- 群馬県・神宮紗代（じんぐうさよ）:女だとなめられるのを嫌い、誰の助けも借りず群馬の番長に上り詰めた。昔からのタイプのスケバン。
- 埼玉県・新井尚也（あらいなおや）:マイペースな性格だが、その一撃は強烈。かつて喧嘩相手に一撃で重傷を負わせたらしい。
- 東京都・本橋政志（ほんばしまさし）:江戸っ子らしく細かい事にはこだわらない親分肌。舎弟からも慕われている。
- 神奈川県・新倉和也（にいくらかずや）:喧嘩に限らず、何かをする際には計画立ててから行う慎重派。話し方が、ほぼ疑問系。
- 山梨県・大芝浅吾（おおしばあさご）:一度行動すると最後まで止まらない重機関車のような男。体験版では最初に戦う番長である。
- 長野県・勝野忠信（かつのただのぶ）:ジョークの通じない真面目な性格。タカシからは「小学生」「おっさん」など、酷い言われ方をされた。
- 新潟県・笹川圭介（ささがわけいすけ）:嘘や裏切りを嫌う律儀な性格で物事に筋が通っていないと納得しない男気のある人物。
- 富山県・有沢勇次（ありさわゆうじ）:モヒカン頭に似合わず、自分に与えられた任務は黙々とこなす性格。タカシからはニワトリ呼ばわりされた。
- 石川県・谷内達也（たにうちたつや）:地元の名士の御曹司でプライドが高い。
- 福井県・白崎信夫（しらさきのぶお）:とても警戒心が強く自分の情報を一切漏らさない。フードを常にかぶっている。
- 静岡県・曽根恭次（そねきょうじ）:のんびり屋でお人よし。中学英語を交えてしゃべるが特に理由は無い。
- 愛知県・犬飼浩輝（いぬかいひろき）:自尊心が極めて強く、人の言う事を一切きかない性格。
- 岐阜県・馬渕浩二（まぶちこうじ）:通称「ぶちさん」。他人に容易に気を許さないが、気を許した人物には優しい性格。
- 三重県・浜地典孝（はまじのりたか）:いかつい外見に似合わず、おネエ言葉でしゃべる。
- 滋賀県・西堀竜介（にしほりりゅうすけ）:危機察知能力が高く、勝てない喧嘩は絶対にやらないことから「ヒゲナマズ」と呼ばれる。
- 京都府・四方浩之（しかたひろゆき）:地元にそっくりな郷都への修学旅行に飽き飽きしている。一匹狼だが、配下の番長は多い。
- 大阪府・乾一（いぬいはじめ）:気さくで冗談の好きな番長。体験版では2番目に戦う番長でもある。
- 奈良県・福西大輔（ふくにしだいすけ）:奈良の大仏そっくりな風貌をしている。極端なまでに計算高く自分の手は絶対に汚そうとしないタイプ。
- 和歌山県・古久保龍司（ふるくぼりゅうじ）:野心はあるのだが、正直な性格でそれでいつも損をしている。
- 兵庫県・田淵優（たぶちすぐる）:プライドが高く、他人を見下している。タカシからはおぼっちゃん呼ばわりされた。
- 鳥取県・都田秀平（みやこだしゅうへい）:内向的な性格で、きわめて口下手だが、喧嘩は非常に強い。
- 島根県・澄川愛理（すみかわえり）:今ある状況を楽しむ破天荒な行動派。ギャル系。公式サイトでは「因幡の小悪魔」と紹介されている。
- 岡山県・黒住太郎（くろずみたろう）:イヌ、キジ、サルというあだ名の舎弟を連れ歩いている。
- 広島県・神原大悟（かんばらだいご）:広島県民らしく熱しやすく冷めやすい性格。付き合っていて飽きないとの評判がある。
- 山口県・福田寅吉（ふぐたとらきち）:ナルシストでしゃべり方が常に演技がかっている男。
- 香川県・田尾正輝（たおまさき）:都合が悪くなるとすぐに人に押し付けたがる卑劣な性格の男。
- 愛媛県・曽我部充（そがべみつる）:人見知りで飄々としてつかみ所のない性格だが芯はしっかりしている。
- 徳島県・天羽真也（あもうしんや）:アフロヘアーでサングラスをかけている。お人よしだが処世術に優れた男。
- 高知県・刈谷庸介（かりやようすけ）:頑固で妥協を知らず、白黒つけないと気が済まない性格。
- 福岡県・石松謙太（いしまつけんた）:何か揉め事があるとすぐに喧嘩でケリをつけようとする性格。好意を持った相手にはとことん信頼する。
- 佐賀県・陣内利樹（じんないとしき）:古風な性格で、公式サイトでは「ヤンキー侍」と紹介されているが本当は内気で弱虫。
- 長崎県・深堀鉄也（ふかほりてつや）:個人主義者だが、外から来るものをすぐ受け入れる度胸を持つ。
- 大分県・御手洗明（みたらいあきら）:大勢でつるむのが苦手。高圧的で苦痛にもだえる相手に言う事を聞かせるのが好きなサディスト。
- 熊本県・古閑孝一（こがこういち）:学校のジャージがトレードマーク。タカシと会ったときはこの格好でナンパをしていた。
- 宮崎県・金丸真吾（かねまるしんご）:番長にしては珍しく野心がない性格だが、意外性のある喧嘩が得意。
- 鹿児島県・加冶屋隆盛（かじやたかもり）:顔が西郷隆盛に似ている。猪突猛進な性格。
- 沖縄県・比嘉茂則（ひがしげのり）:沖縄空手の達人。努力家で仲間意識が強いが、他県人には警戒心が強い。

## 修学旅行先の舞台
作中では京都とは別の町として扱われている。
- 郷都駅（京都駅）
- 郷都市役所前（京都市役所前）
- 来良寺（清水寺）
- 琴覚寺（金閣寺）
- 戯恩（祇園）
- 弐錠城（二条城）
- 喜多野天満宮（北野天満宮）
- 八逆神社（八坂神社）
- 弐念坂・参念坂（二年坂・三年坂）
- 真郷極（新京極通）
- 郷都御苑・郷都御所（京都御所）
- 神七軒（上七軒）
- 兎月橋（渡月橋）
- 新志山（嵐山）
- 時季思庵（直指庵）
- 池田高校（池田屋事件）